# Popowo-Ignacewo
Popowo-Ignacewo (prononciation : [pɔˈpɔvɔ iɡnaˈt͡sɛvɔ]) est un village polonais de la gmina de Mieleszyn dans le powiat de Gniezno de la voïvodie de Grande-Pologne dans le centre-ouest de la Pologne.
Il se situe à environ 3 kilomètres à l'est de Mieleszyn (siège de la gmina), à 13 kilomètres au nord de Gniezno (siège du powiat) et à 49 kilomètres au nord-est de Poznań (capitale régionale).

## Histoire
De 1975 à 1998, le village faisait partie du territoire de la voïvodie de Poznań.

Depuis 1999, Popowo-Ignacewo est situé dans la voïvodie de Grande-Pologne.